# 姿月あさと
姿月 あさと（しづき あさと、1970年〈昭和45年〉3月14日 - ）は、日本の歌手。元宝塚歌劇団宙組初代トップスター。
本名は赤坂順子（旧姓：新保）。愛称：ずんこ（本名の変形から）。大阪市都島区出身。市立淀川中学卒業。身長172cm。血液型O型。

## 来歴
1985年4月、宝塚音楽学校入学。
1987年3月、73期生として宝塚歌劇団入団。入団時の成績は8番。雪組公演『宝塚をどり讃歌／サマルカンドの赤いばら』で初舞台。同年5月、花組に配属される。当時の花組は若手男役スターが多く、新人公演では上級生の役を演じることも多かった。
1992年8月、『心の旅路』の新人公演で2番手役に抜擢される。
1993年6月、月組に組替え、新進男役スターとしての花が開く。
1997年5月、久世星佳の退団に伴い、トップスター真琴つばさに次ぐ、2番手スターになった。
1998年1月、宙組の立ち上げメンバーに選ばれ、『エクスカリバー／シトラスの風』で初代トップスターに就任。相手役に花總まりを迎える。『エリザベート』など数々の名作で主演を務める。
1999年、『激情-ホセとカルメン-/ザ・レビュー'99』にホセ役で主演、同作は第54回芸術祭賞演劇部門優秀賞を受賞。
2000年5月、『砂漠の黒薔薇／GLORIOUS!』で退団。退団公演ではチケット競争率・ファン動員数が当時の史上最高を記録した。退団を届け出るに当たり、彼女は「可能性を持ちながらも歌唱力を発揮するチャンスが限られがちな若手に勇気と自信を与える場を」と歌劇団に掛け合った。この要望は後にエンカレッジ・コンサートとして実現することとなった。 
2000年7月、外資系旅行会社の現地駐在員をしている男性と結婚。夫の海外赴任に同行してバリ島へ移住（ - 2004年3月）。  
2002年4月、キリンカップサッカーの開幕式で君が代独唱。   
2002年11月、ホテル・インペリアルバリでチャリティーコンサート「Berangkat姿月あさとSuar Dui Striと共に」を開催。同年10月12日に爆弾テロがあったバリ島の復興のため、多くの寄付金が集められた。 
2004年4月、夫の転勤に同行してオーストラリア・ケアンズに移転。同年9月、バリ島での体験談をまとめた『優しいバリ 私が「わたし」に返る島』出版。  
2006年、日豪交流年で観光広報親善大使に就任。
2007年4月、夫が東京に転勤したため帰国。以降は歌手として活躍するかたわら、舞台にも出演している。

## 宝塚歌劇団時代の主な舞台

### 花組時代
- 1987年3月26日 - 5月12日『宝塚をどり讃歌/サマルカンドの赤いばら』（宝塚大劇場・雪組）
- 1987年8月7日 - 9月23日『あの日薔薇一輪/ザ・レビュースコープ』（宝塚大劇場）
- 1987年10月17日 - 11月3日『あかねに燃ゆる君』（宝塚バウホール）
- 1988年2月6日 - 2月21日『ベルベット・カラー』（宝塚バウホール）
- 1988年3月31日 - 5月10日『キス・ミー・ケイト』（宝塚大劇場）
- 1988年5月29日 - 6月13日『タイム・アダージオ』（宝塚バウホール）
- 1988年9月30日 - 11月8日『宝塚をどり賛歌'88/春ふたたび/フォーエバー！タカラヅカ』（宝塚大劇場）
- 1989年1月1日 - 2月14日『会議は踊る/ザ・ゲーム』（宝塚大劇場）
  - 『会議は踊る』1月24日・新人公演：タレーラン（本役：橘沙恵）
  - 『ザ・ゲーム』デモリション・マンほか
- 1989年6月30日 - 8月8日『ロマノフの宝石/ジタン・デ・ジタン』（宝塚大劇場）
- 1989年9月9日 - 10月1日『春ふたたび/ザ・レビュースコープ'89』（地方公演）
- 1990年2月3日 - 2月13日『エル・アミーゴ』（宝塚バウホール）
- 1990年3月29日 - 5月8日『ベルサイユのばら－フェルゼン編－』（宝塚大劇場）

ランバール子爵夫人（彼女のキャリアにしては珍しく女役である）、4月17日・新人公演：ブイエ将軍（本役：涼美緒）
- 1990年9月21日 - 10月30日『秋…冬への前奏曲/ザ・ショーケース』（宝塚大劇場）
  - 『秋…冬への前奏曲』イヴァノフ、10月12日・新人公演：ケストナー（本役：舵一星）
- 1990年11月10、11日『松本悠里能楽撰』（宝塚バウホール）
- 1991年1月1日 - 2月12日『春の風を君に・・・/ザ・フラッシュ！』（宝塚大劇場）
  - 『春の風を君に・・・』左、1月22日・新人公演：雷横（本役：愛華みれ）
- 1991年2月23日『小さな花がひらいた』（宝塚バウホール）

勘太
- 1991年6月28日 - 8月6日『ヴェネチアの紋章/ジャンクション24』（宝塚大劇場）
  - 『ヴェネチアの紋章』スルタン・スレイマン、7月16日・新人公演：ピエトロ・ゼン大使（本役：磯野千尋）
- 1992年1月2日 - 1月12日『ドニエプルの赤い罌粟』（宝塚大劇場）
- 1992年2月14日 - 3月24日『白扇花集/スパルタカス』（宝塚大劇場）
  - 『スパルタカス』ソハラス、3月6日・新人公演：バロマー（本役：橘沙恵）
- 1992年4月14日 - 5月5日『小さな花がひらいた/ジャンクション24』（地方公演）
  - 『小さな花がひらいた』勘太
- 1992年8月20日 - 10月6日『心の旅路/ファンシー・タッチ』（宝塚大劇場）
  - 『心の旅路』ジョルスン中尉、9月8日・新人公演：ハリスン（本役：真矢みき）
  - 『ファンシー・タッチ』50’Sゴースト男A、タンゴの男ほか
- 1992年10月18日 - 10月23日『ドニエプルの赤い罌粟』（日本青年館）

ジグモンド
- 1993年2月19日 - 3月29日『メランコリック・ジゴロ/ラ・ノーバ!』（宝塚大劇場）
  - 『メランコリック・ジゴロ』クロード、3月9日・新人公演：マチウ（本役：愛華みれ）
  - 『ラ・ノーバ!』ノーバの男、オーロの歌手ほか
- 1993年4月17日 - 5月9日『心の旅路/ファンシー・タッチ』（地方公演）
  - 『心の旅路』ジョージ
  - 『ファンシー・タッチ』50’Sゴースト男A、ファンシー・シンガー、ファイナルダンサーほか

### 月組時代
- 1993年9月17日 - 10月25日『花扇抄/扉のこちら/ミリオン・ドリームズ』
  - 『花扇抄』公達B、祭りの男Aほか
  - 『ミリオン・ドリームズ』ドリームダンサー男ほか、10月5日・新人公演：踊る紳士S、レッドベレーSほか（本役：天海祐希）
- 1994年1月1日 - 2月7日『風と共に去りぬ』（宝塚大劇場）

ウィリー、1月18日・新人公演：レット・バトラー（本役：天海祐希）
- 1994年2月26日 - 3月12日『たけくらべ』（宝塚バウホール）

信如
- 1994年6月24日 - 8月8日『エールの残照/TAKARAZUKA・オーレ!』（宝塚大劇場）
  - 『エールの残照』チャールズ・ラッセル准将
  - 『TAKARAZUKA・オーレ!』ロシアの男S、歌手ほか
- 1994年8月28日 - 9月11日『WANTED』（宝塚バウホール）

ルカ
- 1994年11月2日 - 11月27日『エールの残照/TAKARAZUKA・オーレ!』（東京宝塚劇場）
- 1994年12月23日 - 1995年1月8日『ル・ミストラル－鏡の中の男－』鏡の精グラン
- 1995年3月12日 - 3月25日『Beautiful Tomorrow！』（宝塚バウホール）
- 1995年4月22日 - 5月6日『結末のかなた』―江戸川乱歩原作「黄金仮面」より―（宝塚バウホール）

明智小五郎
- 1995年6月2日 - 6月28日『ハードボイルドエッグ/EXOTICA!』（東京宝塚劇場）
  - 『ハードボイルドエッグ』フロイド
  - 『EXOTICA!』アメジストの男、花の青年ほか
- 1995年8月11日 - 9月25日『ミー＆マイガール』（宝塚大劇場）

ジェラルド
- 1995年10月14日 - 10月29日『ある日どこかで』（宝塚バウホール）

ウィリアム・ロビンソン
- 1995年11月2日 - 11月9日『ある日どこかで』（日本青年館）

ウィリアム・ロビンソン
- 1995年12月1日 - 12月26日『ミー＆マイガール』（東京宝塚劇場）

ジェラルド
- 1996年3月29日 - 5月6日『CAN-CAN/マンハッタン不夜城』（宝塚大劇場）
  - 『CAN-CAN』ポリス
  - 『マンハッタン不夜城』ガロ、ダイモスほか
- 1996年5月25日 - 6月3日『結末のかなた』（日本青年館）

明智小五郎
- 1996年6月7日 - 6月9日『結末のかなた』（愛知厚生年金会館）

明智小五郎
- 1996年9月20日 - 11月4日『チェーザレ・ボルジア/プレスティージュ』（宝塚大劇場）
  - 『チェーザレ・ボルジア』ルイ12世
  - 『プレスティージュ』夜の女王、パリジャン、ヒートダンサーAほか
- 1996年12月20日 - 1997年2月2日『バロンの末裔/グランド・ベル・フォリー』（宝塚大劇場）
  - 『バロンの末裔』ウィリアム
  - 『グランド・ベル・フォリー』ジャズの男A、スパニッシュの若者ほか
- 1997年6月27日 - 8月4日『EL DORADO』（宝塚大劇場）

ワルパ
- 1997年8月23日 - 9月7日『FAKE LOVE』（宝塚バウホール）

アルバート

### 宙組トップスター時代
- 1998年1月17日 - 1月25日『夢幻宝寿頌/This is TAKARAZUKA!』（香港公演）
  - 『夢幻宝寿頌』男波、沖縄の男S、桜の若衆Sほか
  - 『This is TAKARAZUKA!』プリンス、ジャズシンガーほか
- 1998年3月27日 - 5月11日『エクスカリバー/シトラスの風』（宝塚大劇場）
  - 『エクスカリバー』ジェイムズ
  - 『シトラスの風』ヴィットリオ、誕生の歌手、ゴスペルの歌手S1ほか
- 1998年9月11日 - 9月15日『バウ・ボヤージュ』（宝塚バウホール）

歌手・男S、ガイSほか
- 1998年10月30日 - 12月20日『エリザベート』（宝塚大劇場）

トート
- 1999年6月25日 - 8月9日『激情-ホセとカルメン-/ザ・レビュー'99』（宝塚大劇場）
  - 『激情』ドン・ホセ
  - 『ザ・レビュー'99』フランソワ、フレッド、夢人ほか
- 2000年1月1日 - 2月8日『砂漠の黒薔薇/GLORIOUS!』（宝塚大劇場）
  - 『砂漠の黒薔薇』アリシャール王子/黒薔薇
  - 『GLORIOUS!』グレゴリー、ネオ、アメリカの星ほか

## 宝塚歌劇団退団後の主な活動

### 舞台・コンサート
- 2000年6月　宝塚退団後初のコンベンションライブを東京・大阪で開催。
- 2000年12月 「ASATO　SHIZUKI　コンサートツアー2000」を開催。
- 2001年5月　「姿月あさとシンフォニックコンサート2001」を東京・大阪で開催。
- 2001年11月 宝塚退団後初のミュージカル「Dawn」に主演。
- 2001年12月 「姿月あさと 2001 Chiristmas Dinner Show」を大阪、東京、名古屋で開催。
- 2002年1月　映画「玩具修理者」に出演。
- 2002年7月　石井竜也とユニット「MOON STONES」を結成し、ライブ活動を行う。
- 2002年11月 ホテル・インペリアルバリでチャリティーコンサート「Berangkat姿月あさとSuar Dui Striと共に」を開催。
- 2002年12月 「Shizuki Asato Christmas Dinner Show in 2002 PRELUDE・序章－幻想－」を東京、大阪、名古屋で開催。
- 2003年5月　「THE PRAYER －私だけの音楽（セカイ）が誕生する－」を開催。
- 2003年8月 - 9月　「TATSUYAISHII & ASATOSHIZUKI Special Project SUN」を開催。
- 2003年12月 「THE PRAYER －私だけの輪舞（セカイ）が誕生する－」を開催。
- 2004年5月　「THE PRAYER －私だけの音楽（セカイ）が誕生する－Ⅱ」を開催。
- 2004年7月　「音楽ドラマ　シューベルト　－音楽に生きる－」に主演。
- 2004年9月 - 10月　宝塚90周年記念「エンカレッジ・スペシャルコンサート　Angel in Harmony」に出演。
- 2005年4月 - 5月　「音楽ドラマ　シューベルト　－音楽に生きる－」（再演）に主演。
- 2005年7月　「THE PRAYER －私だけの音楽（セカイ）が誕生する－Ⅲ」を開催。
- 2005年10月 - 11月「クラシカル・ミュージカル　眠らない音」に主演。
- 2005年12月 歌劇「花の道より」400回記念チャリティ・スペシャル「花の道・夢の道・永遠の道」に出演。
- 2006年1月 - 2月　 「エリザベート10周年ガラコンサート」にトートとして出演。
- 2006年4月　サントリーホールで開催された「誘惑宮へ」に主演。
- 2007年3月、5月　「20th Anniversary 姿月あさと　シンフォニック・コンサート2007」を開催。
- 2007年11月　「マテ・カマラス×姿月あさと×武田真治SUPER LIVE」に出演。
- 2008年1月 - 2月　ミュージカル「ファントム」にベラドーヴァとして映像出演。
- 2008年4月　「姿月あさとシンフォニック・コンサート2008」を開催。
- 2008年9月　「THE PRAYER －私だけの音楽（セカイ）が誕生する Ⅳ－」を開催。
- 2010年4月、5月　「ドラキュラ伝説－千年愛－」
- 2010年10月 「月の女神　ディアナ」にエレンとして出演。
- 2011年5月15日　姿月あさと×榊原大デュオコンサート　@軽井沢大賀ホール
- 2011年5月19日「越路吹雪トリビュートコンサート」@神戸国際会館こくさいホール
- 2011年5月30日 小林公平没後1周年・チャリティスペシャル『愛の旋律〜夢の記憶』@宝塚大劇場
- 2011年6月24日　「Actress」ガラ・コンサート　vol.1 @ 恵比寿actsquare
- 2011年11月 姿月あさとコンサート『夜明け』 大阪・名古屋
- 2015年9月 - 10月 「SUPER GIFT!」
- 2016年1月28日 - 2月1日 「The Sparkling Voice -10人の貴公子たち-」　@ シアタークリエ
- 2023年12月「ラストダンスは私に〜岩谷時子物語〜」@六行会ホール[1]
- 2024年11月「GRAVITY on STAGE」@TACHIKAWA STAGE GARDEN[2]
- 2025年4月 - 5月「未来へのOne Step！～世界を結ぶ愛の歌声～」@関西万博EXPOホール「シャインハット」・東京国際フォーラム・梅田芸術劇場[3]
- 2025年7月、「姿月あさとSummer Dinner Show」（名鉄トヨタホテル）[4]

### 写真集・エッセイ
- 2000年12月　フォト＆エッセイ「Natural」出版
- 2001年2月　写真集「CAPPUCCINO」出版
- 2004年9月「優しいバリ 私が「わたし」に返る島」出版[5]

### シングル・アルバム
シングル
- 2000年6月　デビューシングル「観覧車」「HappyTalk」「Believer」を発売
- 2001年11月　マキシシングル「Beautiful Day」を発売
- 2002年6月　エンターテイメント・シングル「MOON DANCER」を発売

アルバム
- 2000年9月　ファーストアルバム「SHIZUKI THE FIRST」を発売
- 2001年5月　「SHIZUKI & Symphonic World」を発売
- 2002年11月　「Sonata」を発売
- 2005年4月　「SUMICA」を発売
- 2008年12月　「INORI」を発売
- 2012年11月7日　『Actress』を発売
- 2015年11月4日　『Chante～シャンテ～』を発売
- 2017年4月26日　『Treasure ～私の宝物～』を発売

ゲスト
- 2015年2月 宝塚歌劇OGアルバム「麗人 REIJIN」に参加。布施明の「君は薔薇より美しい」をカバー[6]。

### TV
- 自転車つれづれ旅日和（BS-TBS）

他多数

### CM
- 2003年9月 - 2004年2月　ハウス食品 好きやねん

### アドバイザー契約
- 2006年9月 小杉産業とアドバイザー契約を締結。
- 2007年2月 株式会社エキスプレス・トラベル（旧：日本交通観光(株)）とコンサルタント契約を締結。